# Repovica
Repovica är en ort i Bosnien och Hercegovina.   Den ligger i entiteten Federationen Bosnien och Hercegovina, i den centrala delen av landet, 40 km sydväst om huvudstaden Sarajevo. Repovica ligger 310 meter över havet och antalet invånare är 117.
Terrängen runt Repovica är bergig söderut, men norrut är den kuperad. Repovica ligger nere i en dal. Närmaste större samhälle är Konjic, 0,78 km söder om Repovica. 
Omgivningarna runt Repovica är en mosaik av jordbruksmark och naturlig växtlighet. Runt Repovica är det ganska tätbefolkat, med 93 invånare per kvadratkilometer.